# Ljungsandbi
Ljungsandbi (Andrena fuscipes) är en art i insektsordningen steklar som tillhör överfamiljen bin och familjen grävbin.

## Beskrivning
Huvudet har mörka antenner, nästan svarta hos honan, och ett ansikte med ljus, hos hanen nästan rent vit behåring. Ryggen har rödbrun behåring, hos hanen ofta påtagligt ljusare. Honan har långa, ljusorange hår på första tergiten, medan tergiterna 2 till 4 har breda, krämfärgade hårband. Hanen har breda, ljusa hårband på hela ryggen. Honan har en längd på 9 till 11 mm, hanen  8 till 9 mm.

## Ekologi
Arten är oligolektisk beträffande pollen, den hämtar enbart pollen från ljung. Nektar kan den, inte minst hanarna, även hämta från andra växtfamiljer, som korgblommiga växter, nejlikväxter, ärtväxter och dunörtsväxter På grund av det starka beroendet av ljung, styrs habitatvalet av tillgången på denna växt. Arten kan påträffas på myrar, sandhedar, gles skog med flera habitat. Flygperioden styrs också den av ljungens blommningstid, men inträffar vanligen från juli till september, litet snävare (början av augusti till början av september) i norra delen av utbredningsområdet, som bland annat Sverige.
Bogångarna grävs ut på sandig mark. Boet kan parasiteras av gökbina ljunggökbi (Nomada rufipes) och eventuellt även höstgökbi (Nomada roberjeotiana).

## Utbredning
Arten finns i Europa från Norden och Baltikum i norr till mellersta Iberiska halvön, södra Frankrike, norra Italien, Rumänien och Bulgarien i söder, samt från Brittiska öarna i väst över Mellan- och Östeuropa till Kaukasien och vidare österut till Uzbekistan och Kazakstan.
I Sverige finns den i Götaland och Svealand samt längs Norrlandskusten norrut till Luleå. Den är dock mycket sällsynt på Gotland. Artdatabanken klassificerar den som livskraftig (LC).
I Finland finns arten från Åland och sydkusten norrut till Norra Österbotten. Även här klassificeras den som livskraftig av Finlands artdatacenter.